# Габріела Пас
Габріела Пас (ісп. Gabriela Paz; нар. 30 вересня 1991) — колишня венесуельська тенісистка.
Найвищу одиночну позицію світового рейтингу — 230 місце досягла 6 квітня 2009, парну — 299 місце — 23 липня 2012 року.
Здобула 8 одиночних та 3 парні титули туру ITF WTA ATP.
Завершила кар'єру 2015 року.

## Фінали ITF

### Одиночний розряд: 10 (8–2)
| турніри $100,000 |
| турніри $75,000  |
| турніри $50,000  |
| турніри $25,000  |
| турніри $10,000  |

| Результат | Ранг | Дата           | Турнір                        | Покриття | Суперниця            | Рахунок        |
| --------- | ---- | -------------- | ----------------------------- | -------- | -------------------- | -------------- |
| Перемога  | 1    | 27 травня 2007 | Ель-Пасо (Техас), США         | Тверде   | Гелена Бешович       | 6–3, 6–0       |
| Поразка   | 1    | 1 липня 2007   | Едмонд (Оклахома), США        | Тверде   | Єлена Панджич        | 6–3, 1–6, 4–6  |
| Поразка   | 2    | 22 липня 2007  | Вічита, США                   | Тверде   | Єлена Панджич        | 4–6, 4–6       |
| Перемога  | 2    | 18 січня 2009  | Бока-Ратон, США               | Ґрунт    | Шерон Фічмен         | 6–4, 7–6 (7–4) |
| Перемога  | 3    | 8 березня 2009 | Форт-Волтон-Біч, США          | Тверде   | Катерина Деголевич   | 1–6, 6–4, 7–5  |
| Перемога  | 4    | 25 липня 2010  | Евансвілл (Індіана), США      | Тверде   | К'яра Шоль           | 6–4, 6–0       |
| Перемога  | 5    | 1 серпня 2010  | Сент-Джозеф (Міссурі), США    | Тверде   | Ноппаван Летчівакарн | 6–1, 6–4       |
| Перемога  | 6    | 28 квітня 2012 | Сан-Паулу, Бразилія           | Ґрунт    | Габріела Се          | 6–4, 6–2       |
| Перемога  | 7    | 5 травня 2012  | Сан-Жозе-дус-Кампус, Бразилія | Ґрунт    | Алізе Лім            | 6–4, 6–4       |
| Перемога  | 8    | 13 травня 2012 | Бразиліа, Бразилія            | Ґрунт    | Андреа Коч Бенвенуто | 6–3, 6–3       |

### Парний розряд: 6 (3–3)
| Результат | Ранг | Дата           | Турнір                            | Покриття | Партнерка                     | Суперниці                          | Рахунок          |
| --------- | ---- | -------------- | --------------------------------- | -------- | ----------------------------- | ---------------------------------- | ---------------- |
| Поразка   | 1    | 24 липня 2010  | Евансвілл, США                    | Тверде   | Анастасія Харченко            | Брінн Борен Сабріна Сантамарія     | 3–6, 4–6         |
| Поразка   | 2    | 31 липня 2010  | Сент-Джозеф, США                  | Тверде   | Ноппаван Летчівакарн          | Марія Санчес Еллен Тсай            | 6–4, 4–6, 4–6    |
| Поразка   | 3    | 23 жовтня 2011 | Рок-Гілл (Південна Кароліна), США | Тверде   | Медісон Бренгл                | Марія Абрамович Роксане Вайзенберг | 3–6, 6–3, [10–5] |
| Перемога  | 1    | 27 квітня 2012 | Сан-Паулу, Бразилія               | Ґрунт    | Ана Клара Дуарте              | Габріела Се Карла Форте            | 5–7, 6–3, 10–5   |
| Перемога  | 2    | 4 травня 2012  | Сан-Жозе-дус-Кампус, Бразилія     | Ґрунт    | Марія Фернанда Альварес Теран | Карла Форте Лаура Пігоссі          | 6–0, 6–3         |
| Перемога  | 3    | 12 травня 2012 | Бразиліа, Бразилія                | Ґрунт    | Марія Фернанда Альварес Теран | Алізе Лім Александрина Найденова   | 6–2, 6–4         |

## Юніорські фінали турнірів Великого шолома (0–1)
| Ранг | Дата           | Турнір                  | Покриття | Суперниця     | Рахунок       |
| ---- | -------------- | ----------------------- | -------- | ------------- | ------------- |
| 1    | 7 вересня 2008 | Відкритий чемпіонат США | Тверде   | Коко Вандевей | 6–7(3–7), 1–6 |